# Neobisium hellenum
Espèce
Synonymes
- Obisium hellenum Simon, 1885

Neobisium hellenum est une espèce de pseudoscorpions de la famille des Neobisiidae.

## Distribution
Cette espèce se rencontre en Grèce, en Albanie et en Bulgarie.

## Description
L'holotype mesure 3,7 mm.

## Systématique et taxinomie
Cette espèce a été décrite sous le protonyme Obisium hellenum par Simon en 1885. Elle est placée dans le genre Neobisium par Beier en 1932.

## Publication originale
- Simon, 1885 : Matériaux pour servir a la faune des Arachnides de la Grèce. Annales de la Société Entomologique de France, sér. 6, vol. 4, p. 305-356 (texte intégral).